# Alonso de Contreras
Alonso de Contreras (eigentlich Alonso de Guillén) (* 6. Januar 1582 in Madrid; † 1641 oder nach 1645) war ein spanischer Soldat, Seemann, Freibeuter, Abenteurer und Schriftsteller, der vor allem durch seine Autobiographie bekannt wurde. Erst der Archivar, Historiker und Amerikanist Manuel Serrano y Sanz (1866–1932) veröffentlichte im Jahr 1900 erstmals Contreras’ Memoiren, die sich bei Nachprüfung trotz ihres abenteuerlichen Inhalts in Orts-, Zeit- und Sachverhaltsangaben als durchaus zuverlässig und zutreffend erwiesen.

## Leben
Jugend

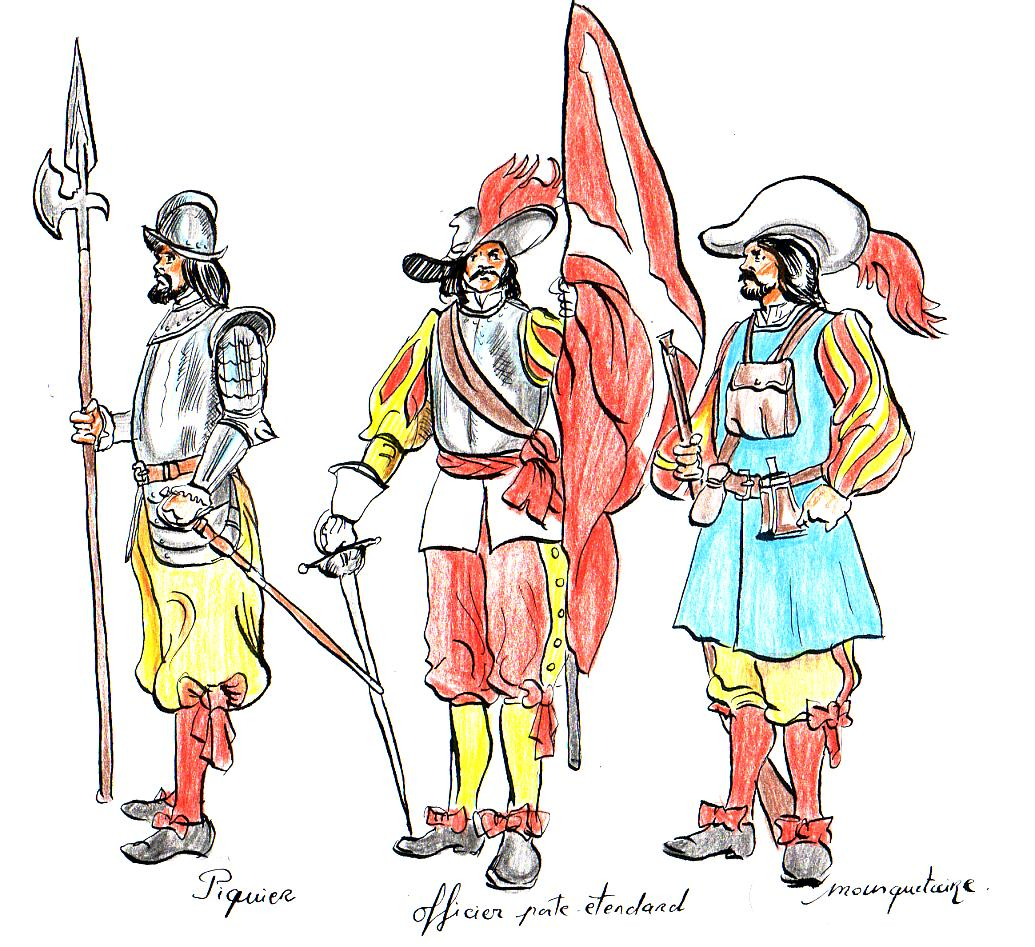
Soldaten eines spanischen Tercio, um 1650

Contreras wurde als Alonso de Guillén geboren; das älteste von sechzehn Kindern einer armen Madrider Familie nahm später den Namen seiner Mutter an. Von Kind an gerne raufend und Händel suchend, sagte ihm die Lehre bei einem Silberschmied nicht zu, so dass er sich bereits 1595, mit 13 Jahren, zu den Soldaten anwerben ließ.
Soldat und Seemann
In Flandern desertierte er gemeinsam mit seinem Hauptmann und trat in Neapel und Palermo in den Dienst des spanischen Vizekönigs; bereits mit 17 Jahren wurde er Soldat auf einer Galeone; Kaperfahrten gegen die osmanischen Kriegs- und Handelsflotten führten ihn quer durchs Mittelmeer an die türkischen und nordafrikanischen Küsten, von denen er Seekarten verfertigte („Derrotero“). Aufgrund von Händeln zu den Johanniter-Ordensrittern nach Malta verschlagen, unternahm er als Kapitän deren Flotte einer Fregatte im Auftrag des Großmeisters zahlreiche Kaper- und Erkundungsfahrten gegen die Türken und ihre algerischen und tunesischen Statthalter ins östliche Mittelmeer. Hier vollendete er seine nautischen Kenntnisse, die er sich autodidaktisch erworben hatte.
Im Jahr 1600 ließ er sich beurlauben, um in Spanien als Soldat zu dienen; ihm wurde die Anwerbung von Truppen überlassen. Nach dem Ende seiner Mission ging er 1604 nach Sizilien, wo man ihm wieder ein Kaperschiff anvertraute.
Contreras war ein Frauenheld und hatte viele Liebschaften; die Beziehung zu einer Prostituierten, die ihm ins Feldlager folgte, endete in einer Gewalttat, als ein Offizier sich an ihr vergreifen wollte. Von aufbrausendem Charakter, schnell mit dem Degen zur Hand und von großer persönlicher Tapferkeit, endete seine Ehe mit der Witwe eines spanischen Oidor auf Sizilien (1606) mit dem Mord an seiner ungetreuen Frau und deren Liebhaber, als er das Paar im Bett ertappte.
1607 nach Spanien zurückgekehrt, bemühte er sich um Beförderung, scheiterte aber und wurde kurzerhand Einsiedler und lebte von Almosen. Eine Anklage wegen Begünstigung der Morisken und des Plans, an strategisch günstiger Stelle zwischen Kastilien und Aragon ein eigenes Fürstentum zu errichten, brachte ihn 1608 ins Gefängnis, ließ sich aber, auch unter Anwendung der Folter, nicht beweisen.
1608 als Hauptmann nach Flandern entsandt, wurde ihm erst 1610 eine Truppe anvertraut. Contreras bewarb sich daher wieder in Malta um Verwendung, wurde angenommen, aber auf der Reise dorthin in Burgund als vermeintlicher spanischer Spion festgenommen. Erst ein Empfehlungsschreiben des Prinzen Condé setzte ihn wieder auf freien Fuß.
1611 schickten ihn die Malteserritter auf Erkundungsfahrt in die Levante, das östliche Mittelmeer, und nahmen ihn – trotz Bedenken wegen seiner Gewalttaten – als Novizen in den Orden auf.
Anschließend kehrte Contreras nach Spanien zurück; 1616 segelte er mit zwei Galeonen und 200 Mann Infanterie in die Karibik, um Puerto Rico gegen die Holländer zu verteidigen; dort geriet er auch mit Walter Raleigh aneinander, der ihm aber mit seinen schnelleren Schiffen entkam.
Seit 1619 befand sich Contreras an der nordafrikanischen Atlantikküste, wo er die türkische Belagerung des damals spanischen, heute marokkanischen El Mehdiya-La Mármora brach. König Philipp III. ernannte ihn daher zum Flottenadmiral mit der Aufgabe, die Meerenge von Gibraltar und die Heimkehr der Silberflotte zu überwachen.
Begegnung mit Lope de Vega
Als Contreras 1624 zum Empfang neuer Befehle nach Madrid reiste, wohnte er dort acht Monate lang bei Lope de Vega (1562–1635), der ihn nach einer Vermutung Ortega y Gasset’s zur Niederschrift seiner Erinnerungen ermunterte. Der zwanzig Jahre ältere Schriftsteller, einstige Lebemann und Bühnenautor gehörte wie Contreras dem Malteserorden an und verwertete einige der Abenteuer seines Gastes in seinen Dramen; so inspirierte ihn die Einkerkerung seines Freundes und Hausgenossen im Jahr 1608 zu der Komödie „El rey sin reyno“ (1625) und „Los Moriscos de Hornachos“.
Ritter des Malteserordens

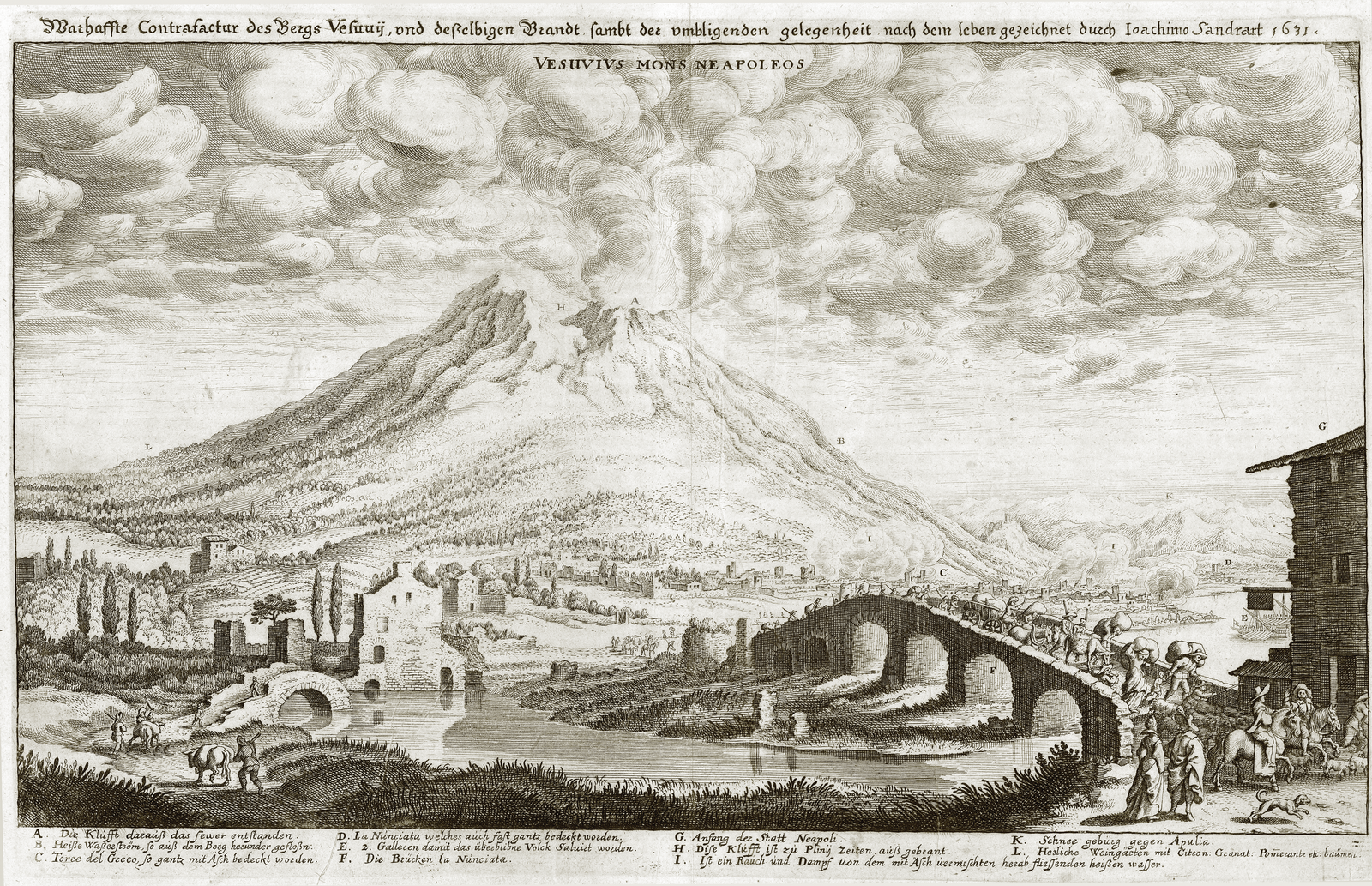
Vesuvausbruch 1631 (Merian)

Contreras reiste von Madrid aus nach Rom, wo er von Papst Urban VIII. ein Breve erhielt, das den Malteserorden dazu brachte, ihn als Ritter aufzunehmen (1630) und ihm eine Komturei (Niederlassung der Ritterorden, eine Kommende oder Lehen) in León zu verleihen (1632). Damit hatte der ehemalige Abenteurer und Glücksritter den Gipfel seiner Karriere erreicht.
Inzwischen wieder im Dienst des Vizekönigs von Neapel, gelang es ihm in seiner Amtszeit als Verwalter der wichtigen Festungsstadt L’Aquila nordöstlich von Rom, durch drastische Maßnahmen den Widerstand der aufsässigen Bevölkerung zu brechen und die Herrschaft der Spanier wiederherzustellen. In Neapel erlebte Contreras den Ausbruch des Vesuv am 16. Dezember 1631, den er anschaulich beschrieb. 1633 kehrte er nach Spanien zurück, um seine Komturei in Besitz zu nehmen.
Letzte Lebensjahre
In seinen letzten Lebensjahren, von 1640 bis 1645, war Contreras wieder als Admiral einer königlichen Flotte in der Karibik tätig.

## Werk
Stil, Einordnung
Contreras’ Bericht zählt von seinem Thema her – der Autobiographie – zur Sachliteratur, kann aber wegen seines prägnanten Stils und der sowohl beim Gesamtwerk als auch bei den Einzelszenen dramatisch geschickt aufgebauten Erzählstränge durchaus zur Literatur gerechnet werden. Weit weniger, eigentlich gar nicht romanhaft im Vergleich zu den zeitgenössischen Schelmenromanen, dennoch von erzählerischem Schwung und mit Sinn für das Komische, Drastische und Fantastische, steht Contreras’ Lebensbeschreibung dennoch den großen Werken der pikaresken Literatur gleichwertig zur Seite, wie sie von Miguel de Cervantes, Mateo Alemán oder dem anonymen Verfasser des Lazarillo de Tormes zur gleichen Zeit veröffentlicht wurden. Es war wohl auch ein gewisser literarischer Ehrgeiz und die Aussicht auf Nachruhm, was Contreras zum Verfassen seiner Biographie anspornte.
Als historische Schrift beleuchtet seine „Vida“ schlaglichtartig die Lebensweise der Generation und Berufsgruppe, die für die Macht und die Dynamik, aber auch die Schwachpunkte des spanischen Weltreichs so kennzeichnend ist – der Kriegersoldaten. Auf dem Meer wie auf dem Land gleichermaßen zuhause, mit allen Schlichen von der Karibik bis hin zur Levante vertraut, von übersteigertem Ehrgefühl, aufbrausend, aber in allem auf sich selbst bauend, ohne Furcht vor dem Morgen und standhaft, auch wenn es keine Hoffnung mehr zu geben scheint – Contreras verkörpert diese Charaktereigenschaften in besonderer Weise.
Nachwirkung
Contreras Memoiren gehören zu den wenigen authentischen, zeitgenössischen Erlebnisberichten und können in ihrer Bedeutung nur mit den Erinnerungen eines Pedro de Cieza de León oder Bernal Diaz del Castillo verglichen werden.
Die ungedruckte Erinnerungen wurden erst im Jahre 1900 als Manuskript in den Archiven wiederentdeckt; nach ihrem Erscheinen erregten sie in seiner Heimat jedoch weniger Aufsehen als im Ausland; 1911 erschien eine französische, 1924 eine deutsche, 1926 eine englische Ausgabe. Erst heute zeugen zahlreiche spanische Neudrucke von einer zunehmenden Wahrnehmung und Wertschätzung.

## Ausgaben und Literatur
Manuskripte
- Memorial de Servicios, verfasst um 1628, heute im Archivio General de Simancas, Provinz Valladolid.
- Memorial de Servicios, verfasst um 1645, ebenfalls in Simancas
- Derrotero; Biblioteca Nacional de Madrid
- Vida; Biblioteca Nacional de Madrid

Buchausgaben
Spanisch
- Vida del Capitán Alonso de Contreras, Caballero del Hábito de San Juan … años 1582 á 1633. (Discurso de mi vida desde que salí á servir al Rey, etc.). Con una introducción de Manuel Serrano y Sanz. In: Boletín de la Real Academia de la Historia, XXXVII, S. 129–170. Madrid: Fortanet 1900. – Unvollständig, zahlreiche Fehler.
- Aventuras del capitán Alonso de Contreras. In: Revista de Occidente, 1943. Mit einem Vorwort von Ortega y Gasset. – Gibt das Original nicht exakt wieder.
- Autobiografías de soldados (Siglo XVII) [Enthält Vida del Capitán Alonso de Contreras]. Edición y estudio preliminar de José María de Cossio. Madrid: Atlas 1956. (Biblioteca de autores españoles desde la formacion del lenguaje hasta nuestros dias XC). – Enthält auch den Derrotero del Mediterraneo
- Discurso de mi vida. Edición, introducción y notas de Henry Ettinghausen. Barcelona: Bruguera 1983. (NA Madrid: Espasa Calpe 1988)
- Derrotero universal del Mediterráneo. Manuscrito del siglo XVII. Estudio preliminar de Ignacio Fernández Vial. Málaga: Algazara 1996.
- Discurso de mi vida. La Tinta del Calamar 2007. – Mit einem Vorwort von Ortega y Gasset und von Rafael Reig.
- Discurso de mi vida. Con prólogo de Arturo Pérez-Reverte. Reino de Redonda 2008.

Online
- http://www.oocities.org/es/capitancontreras/contreras.pdf
- http://users.ipfw.edu/JEHLE/CERVANTE/othertxts/Suarez_Figaredo_VidaContreras.pdf

Deutsch
- [Alonso Contreras:] Das Leben des Capitán Alonso de Contreras von ihm selbst erzählt. Übersetzt von Arnald Steiger. Vorwort von José Ortega y Gasset. Zürich: Manesse 1961.
- 2012 erschien die erste ungekürzte und unzensierte Übersetzung des Discurso de mi vida ins Deutsche: Mein Leben. Übersetzt von Christoph Wurm. München: AVM; ISBN 978-3-86924-313-9.

Verfilmung
- La otra vida del capitán Contreras. Regie: Rafael Gil, 1955. – Dem Film liegt der gleichnamige Roman von Torquato Luca de Tena (1923–1999) aus dem Jahr 1953 zugrunde, der die Handlung stark verfremdet und in die Gegenwart verlegt.

Literatur
- Hildegard Ernst: Contreras, Alonso de. In: Biographisch-Bibliographisches Kirchenlexikon (BBKL). Band 33, Bautz, Nordhausen 2012, ISBN 978-3-88309-690-2, Sp. 244–248 (Artikel/Artikelanfang im Internet-Archive).

| Personendaten    | Personendaten                                                         |
| ---------------- | --------------------------------------------------------------------- |
| NAME             | Contreras, Alonso de                                                  |
| ALTERNATIVNAMEN  | Guillén, Alonso de (wirklicher Name)                                  |
| KURZBESCHREIBUNG | spanischer Soldat, Seemann, Freibeuter, Abenteurer und Schriftsteller |
| GEBURTSDATUM     | 6. Januar 1582                                                        |
| GEBURTSORT       | Madrid                                                                |
| STERBEDATUM      | 1641 oder nach 1645                                                   |